# Madeira (flod)
 For alternative betydninger, se Madeira (flertydig). (Se også artikler, som begynder med Madeira)
Madeira er en cirka 3.380 km lang flod i Brasilien og stor sejlbar kanal. Madeira er tilkoblet mange andre floder, bl.a Guaporé og Itenez, Baures og Blanco, Itonama og San Miguel, Mamoré, Benifloden, Mayutata og Madre de Dios.
I regnsæsonen hæves grundvandspejlet med 15 meter, og i den tørre sæson juni til november kan floden kun besejles af skibe, der stikker mindre end 2 meter under vandet.
10°22′34″S 65°23′30″V / 10.37605°S 65.391682°V